# Aeroportul Regional Grand Lake
Aeroportul Regional Grand Lake (IATA: NRI, FAA LID: 3O9) este un aeroport din Oklahoma, Statele Unite ale Americii ce deservește zona Afton⁠(d).
Situat la o altitudine de 241 m, aeroportul dispune de 1 pistă.

## Infrastructură

### Piste
Aeroportul dispune de o singură pistă. Pista 17/35 are suprafața de beton și dimensiunile 3.925 picioare × 60 picioare. 